# 曹村镇 (富平县)
曹村镇，是中华人民共和国陕西省渭南市富平县下辖的一个乡镇级行政单位。

## 行政区划
曹村镇下辖以下地区：
土坡村、大贾村、大渠村、西头村、周家村、太白村、陵前村、邹村、招贤村、尚书村、红河村、马坡村、贾坡村、宝峰村、小贾村、曹村、白庙村、长青村、柴峪村、小塬村、靳家村、杨家村、程卢村、大王村、东沟村、南沟村、中沟村和郭家村。